# Aluloviće
Aluloviće, település Szerbiában, a Raskai körzet Novi Pazar-i községében.

## Népesség
- 1948-ban 619 lakosa volt.
- 1953-ban 694 lakosa volt.
- 1961-ben 701 lakosa volt.
- 1971-ben 635 lakosa volt.
- 1981-ben 532 lakosa volt.
- 1991-ben 424 lakosa volt.
- 2002-ben 362 lakosa volt, akik mindannyian szerbek.